# Cebadas
Cebadas ist eine Ortschaft und eine Parroquia rural („ländliches Kirchspiel“) im Kanton Guamote der ecuadorianischen Provinz Chimborazo. Die Parroquia besitzt eine Fläche von 571 km². Die Einwohnerzahl lag im Jahr 2010 bei 8218. Die Parroquia wurde am 29. Mai 1861 gegründet.

## Lage
Die Parroquia Cebadas liegt im Andenhochtal von Zentral-Ecuador. Entlang der westlichen Verwaltungsgrenze fließen die Flüsse Río Osogoche und Río Chambo (auch Río Cebadas) nach Norden. Im Südosten der Parroquia befindet sich das Quellgebiet des Río Chambo. Entlang der östlichen Verwaltungsgrenze verläuft der Hauptkamm der Cordillera Real. Der Río Guarguallá, ein rechter Nebenfluss des Río Chambo, begrenzt das Areal im Norden. Der 2933 m hoch gelegene Hauptort Cebadas befindet sich am rechten Flussufer des Río Chambo 8 km ostnordöstlich des Kantonshauptortes Guamote. Die Fernstraße E46 (Guamote–Macas) führt durch die Parroquia Cebadas und an deren Hauptort vorbei.
Die Parroquia Cebadas grenzt im Norden an die Parroquias Flores, Licto und Pungalá (alle drei im Kanton Riobamba), im Osten an die Provinz Morona Santiago mit dem Kanton Pablo Sexto und der Parroquia Zuñac (Kanton Morona), im Süden an die Parroquia Achupallas (Kanton Alausí) sowie im Westen an die Parroquia Guamote.

## Ökologie
Der äußerste Südosten der Parroquia Cebadas mit dem Quellgebiet des Río Chambo befindet sich innerhalb des Nationalparks Sangay.